# Seetaler See
Seetaler See este o arie protejată (arie specială de conservare — SAC, sit de importanță comunitară — SCI) din Austria întinsă pe o suprafață de 214,54 ha, integral pe uscat.

## Localizare
Centrul sitului Seetaler See este situat la coordonatele 47°09′02″N 13°56′05″E / 47.1506°N 13.9347°E.

## Înființare
Situl Seetaler See a fost declarat sit de importanță comunitară în ianuarie 1995 pentru a proteja 1 specie de plante și 2 specii de animale. Situl a fost protejat și ca arie specială de conservare în mai 2008.

## Biodiversitate
Situată în ecoregiunea alpină, aria protejată conține 12 habitate naturale: Lacuri eutrofice naturale cu vegetație de tip Magnopotamion sau Hydrocharition, Lacuri și iazuri distrofice naturale, Formațiuni ierboase bogate în specii de Nardus, dezvoltate pe substraturi silicioase în zone montane (și în zone submontane, în Europa continentală), Liziere de ierburi înalte hidrofile de câmpie și de nivel montan până la alpin, Fânețe de joasă altitudine (Alopecurus pratensis, Sanguisorba officinalis), Fânețe montane, Turbării active, Mlaștini turboase de tranziție și turbării mișcătoare, Mlaștini alcaline, Mlaștini împădurite, Păduri aluvionare cu Alnus glutinosa și Fraxinus excelsior (Alno-Padion, Alnion incanae, Salicion albae), Păduri acidofile de Picea de la nivel montan la nivel alpin (Vaccinio-Piceetea).
La baza desemnării sitului se află mai multe specii protejate:
- plante (1): Buxbaumia viridis
- mamifere (2): liliac cârn (Barbastella barbastellus), vidră de râu (Lutra lutra)

Pe lângă speciile protejate, pe teritoriul sitului au mai fost identificate 12 specii de plante, 3 specii de păsări, 3 specii de amfibieni, 6 specii de mamifere, 7 specii de nevertebrate, 3 specii de reptile.